# Port d'Anvers
Pour les articles homonymes, voir Anvers (homonymie).
 (mars 2023).
Si vous disposez d'ouvrages ou d'articles de référence ou si vous connaissez des sites web de qualité traitant du thème abordé ici, merci de compléter l'article en donnant les références utiles à sa vérifiabilité et en les liant à la section « Notes et références ».

Plan du port d'Anvers.

Le port d'Anvers (en néerlandais : Haven van Antwerpen) est un port belge situé sur l'estuaire de l'Escaut et donnant sur la mer du Nord. Port maritime, il s'est développé à l'occasion de la construction de bassins isolés des marées et des crues du fleuve, accessibles en rive droite principalement par les écluses de Berendrecht et de Zandvliet, et en rive gauche par l'écluse du Deurganckdok, qui sont les trois plus grandes écluses du monde (500 mètres de longueur, pour des largeurs et hauteurs d'eau légèrement différentes).
C'est l'un des plus grands ports européens, il entraîne toute une économie autour de lui : il est la principale activité économique de la ville d'Anvers.
Il est une plateforme maritime et fluviale de première importance en Europe (deuxième port européen derrière celui de Rotterdam, quatorzième port du monde en 2015) et constitue une des portes d'entrée de l'Europe sur le range nord-européen (le « rail du nord ») qui est la principale interface commerciale du continent au sein de la mondialisation.
Le port d'Anvers profite d'une position stratégique grâce à l'Escaut, car ce fleuve est connecté à d'importants canaux du réseau de navigation intérieure belge qui permettent d'atteindre, par le Canal Albert, la Meuse et au-delà le Rhin et les zones industrielles allemandes, ainsi que, par le canal de Willebroeck, de joindre le port de Bruxelles accessible aux navires de mer jusqu'à 4 300 tonneaux avec une liaison, à travers Bruxelles, vers le canal de Charleroi joignant le réseau fluvial du sud de la Belgique dotés du plan incliné de Ronquières et des ascenseurs pour bateaux de Strépy-Bracquegnies (voir Ascenseur de Strépy-Thieu) permettant une communication avec le réseau wallon de la Sambre et les canaux du nord de la France. Ainsi, l'imposant complexe fluvial belge assure la collecte et la distribution vers Anvers et, venant de ce port, d'une grande partie des marchandises des principaux centres économiques du continent. De même le réseau autoroutier et ferré interconnecte les grandes villes belges et leurs zones industrielles aux grandes métropoles européennes.
Comme pour les autres grands ports continentaux ouverts sur la mer du Nord, situés entre Dunkerque et Hambourg, avec lesquels il est directement en concurrence, c'est en fait une grande partie de la mégalopole européenne, qui peut être considéré comme son arrière-pays, grâce à la densité, la fiabilité et le débit des réseaux de transport terrestres et fluviaux qui lui sont connectés.

## Historique

### Origine et Moyen-Âge

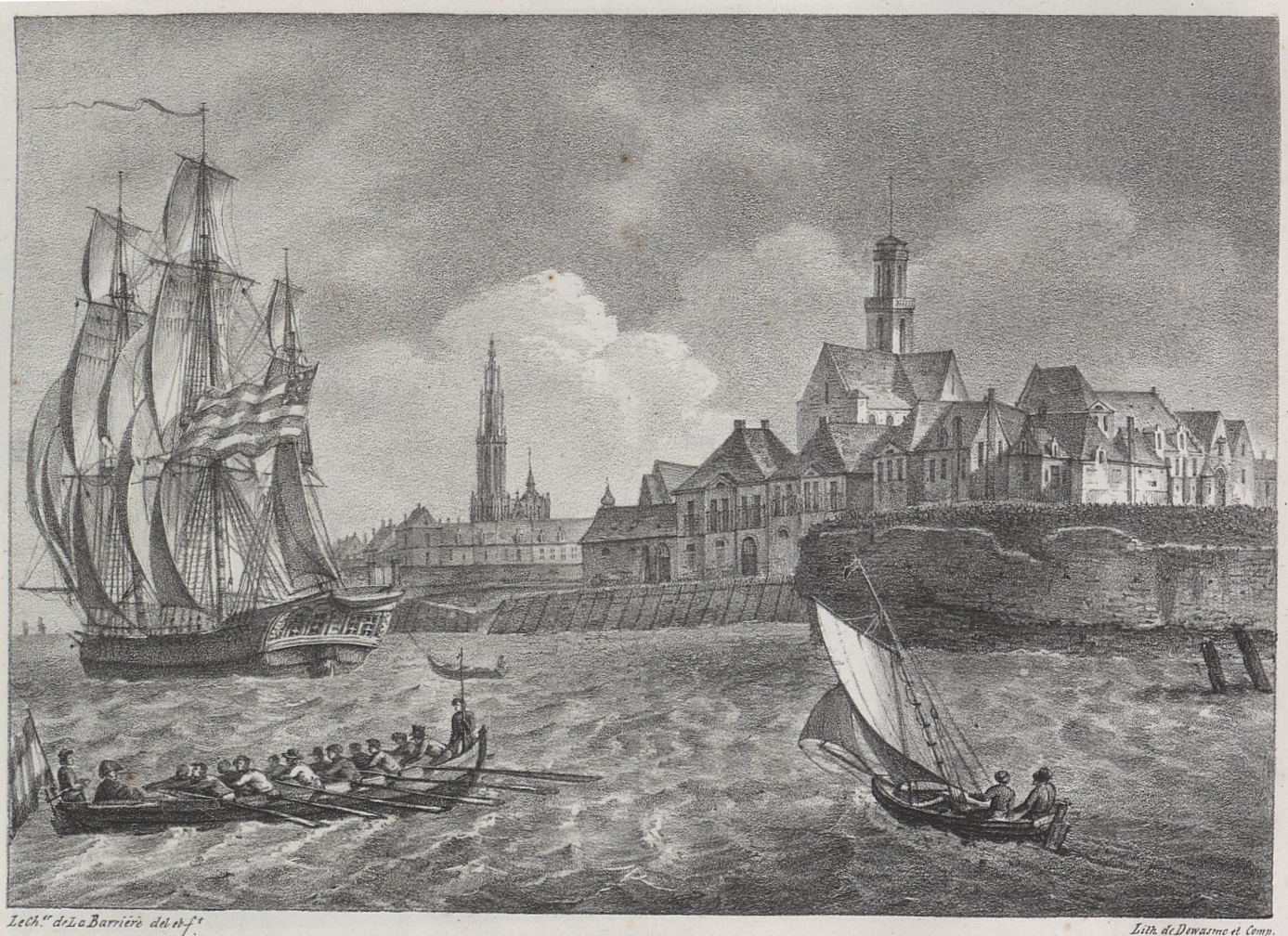
Le port d'Anvers, selon une lithographie de Prosper de la Barrière de 1823.

C'est grâce à son port qu'Anvers, première place boursière mondiale de l'époque, relie les Indes orientales au Nouveau Monde dès le XVIe siècle. En effet, en 1508 les portugais déménagent la Feitoria de Flandres (en français l'usine des Flandres) depuis Bruges, dont le port n'est plus praticable à la suite de l'ensablement du Zwin, le bras de mer qui la reliait à la mer du Nord), jusqu'à Anvers, qui surpasse alors économiquement les villes flamandes rivales. Ce comptoir permet d'acheminer puis d'échanger les marchandises en provenance de l'empire colonial portugais vers tout le nord de l'Europe et apporte à Anvers et à son port un essor grandissant.
En 1568 début la guerre de Quatre-Vingts Ans lors de laquelle les Pays-Bas espagnols, dont fait partie Anvers, se révoltent contre la maison de Habsbourg qui les dirige. C’est une période de troubles pour Anvers et son port, qui sont au cœur des conflits, ralentissant le développement économique qui y était jusque là prospère. Après le terrible Sac d'Anvers de 1576 par la garnison espagnole, une révolte à lieu dans la ville en 1577 est proclamée la république d'Anvers. Mais, en 1585, après un siège de quatorze mois, la ville tombe de nouveau entre les mains de l'armée espagnole et plus de la moitié des cent mille habitants, dont beaucoup de protestants quittent la ville, la plupart pour la nouvelle république des Provinces-Unies, tout juste indépendante depuis 1581 et qui deviendra l'une des grandes puissances maritimes et économiques européennes dans les deux siècles suivants.
Anvers, elle passa sous le joug des Pays-Bas autrichiens jusqu'à l'annexion définitive à la France révolutionnaire en 1794. Le 17 octobre 1797, le traité de Campo-Formio officialise la domination française sur les bouches de l'Escaut qu'il affranchit de tout péage.

### Période française
Jusqu'au XIXe siècle, le port se situait sur la rive droite à l'entrée de la ville. Le port a été élargi au XIXe siècle grâce au creusement d'un bassin artificiel, le bassin Bonaparte (nl). Pendant l'occupation française, Napoléon Bonaparte a voulu transformer le port d'Anvers en un port militaire depuis lequel il pourrait envahir le Royaume-Uni. A ce titre, il va reconstituer une flotte qu'il entend développer et armer à Anvers, considéré comme un port sûr et facilement défendable du fait de sa situation fluviale à l'intérieur des terres. Plusieurs grands travaux sont alors effectués. La rive droite de l'Escaut est transformée en quais, le port d'échouage est fermé et converti en deux bassins qui pourront contenir respectivement 12 et 40 vaisseaux et le chantier naval se voit modernisé.
En 1813, 30 bâtiments de guerre étaient à flot et, en 1814, les bassins, hangars, chantiers et magasins d'Anvers contenaient des matériaux et des munitions pour une valeur de plus de 300 millions de francs français. Le projet d'invasion fut finalement abandonné mais l'infrastructure établie sous le Premier Empire français favorisera le futur développement du port d'Anvers.

### Période belge

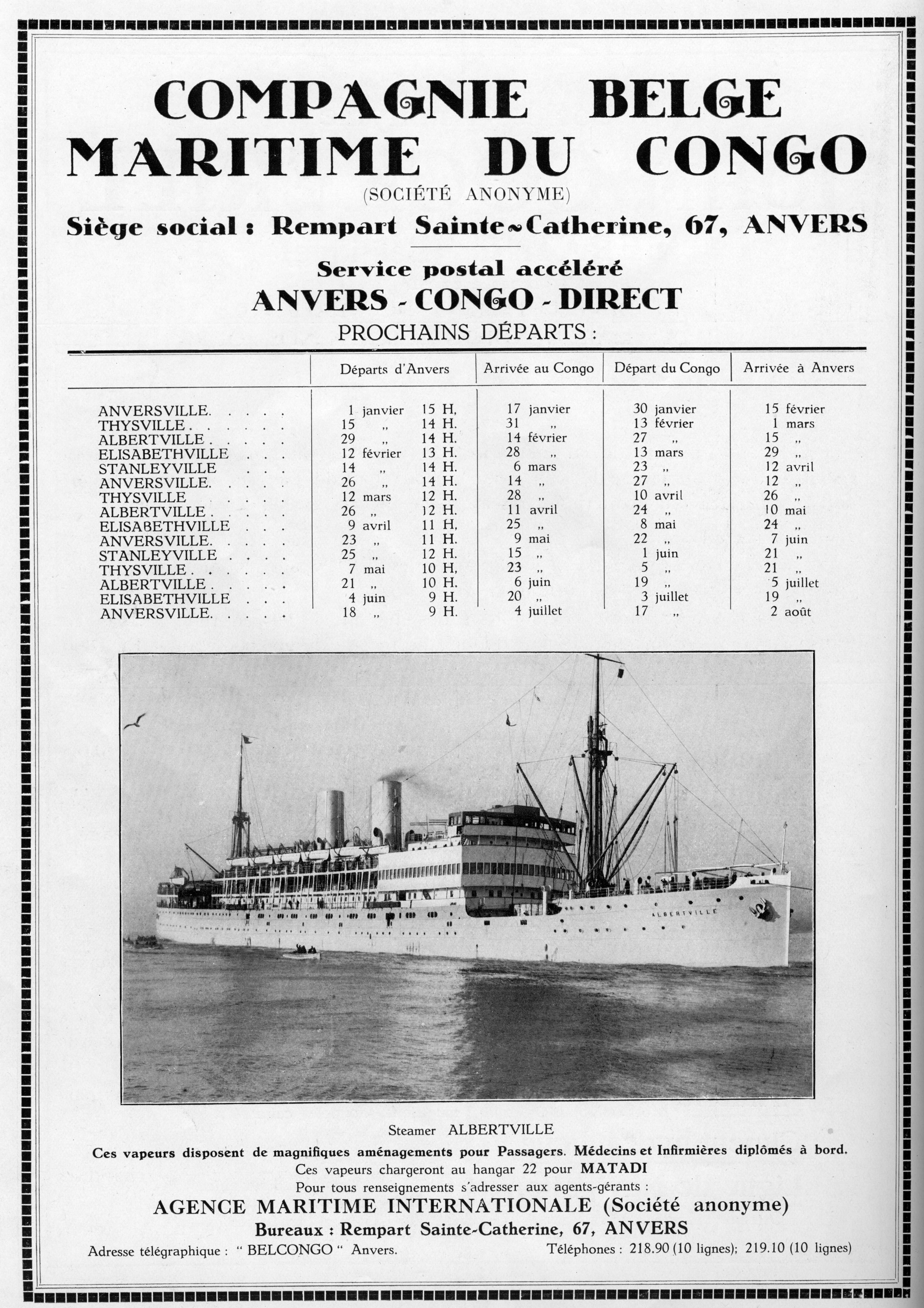
Affiche de la Compagnie belge maritime du Congo, en 1928.

Après l'indépendance de la Belgique du royaume uni des Pays-Bas, le 4 octobre 1830, Anvers et sa citadelle jouèrent un rôle essentiel lors de la guerre belgo-néerlandaise. L’Escaut fut à nouveau fermée sur ordre du roi des Pays-Bas, Guillaume 1er qui ne reconnaissait pas le nouveau royaume de Belgique et qui prétendait toujours à récupérer les territoires sécessionnistes, dont Anvers et son port. La libre circulation sur l'Escaut et la Meuse fut au cœur de vives tensions lors des négociations de paix, notamment en 1833 lors de la signature de la convention de Londres et de celle de Zonhoven.
En 1838, Guillaume Ier accepta l’exécution du traité des XXVII articles, imposé par la conférence de Londres, et notamment le paiement de 1,50 florin néerlandais par tonne pour tout navire à destination d’Anvers. La Belgique accepta cette condition lors de la signature d'un nouveau traité en 1839 : le traité des XXIV articles. Il fallut toutefois attendre 1863 et le rachat du péage de l’Escaut aux Pays-Bas pour la somme de 36 000 000 francs belges, pour que le commerce du port puisse reprendre pleinement son développement économique, favorisé par la révolution industrielle et le développement du transport ferroviaire en Belgique qui permit de le connecter à tout le Royaume puis aux autres pays.
Avec l'avènement de la colonie du Congo belge, le port d'Anvers devint le point de ralliement principal vers et depuis la métropole, particulièrement avec la création, le 24 janvier 1895 de la Compagnie belge maritime du Congo.
Lors de la Première guerre mondiale, Anvers et son port subirent un nouveau siège de deux semaines avant d'être pris par l'armée allemande. Pendant la Seconde Guerre mondiale, Anvers et son port son particulièrement touchés lors de la fin d'année 1944, d'abord par la bataille de l'Escaut du 2 octobre au 8 novembre 1944 et dont la victoire alliée rendit à nouveau possible l'accès au port, puis lors du bombardement de la ville par des missiles V2 le 16 décembre.

### Le port aujourd'hui
Le port d'Anvers se classe au deuxième rang européen (derrière le port de Rotterdam) et au dix-septième rang mondial avec un trafic total de marchandises de 190 849 079 tonnes échangées en 2013. S'agissant du trafic de conteneurs, il est le deuxième port européen (derrière Rotterdam et devant Hambourg) et le quinzième port mondial avec 8 578 269 EVP. Hier largement ouvert, le port est maintenant zone protégée.
Le réseau routier partant du port d'Anvers, grâce à cinq autoroutes relie celui-ci à l’Allemagne dont la Ruhr, au Nord de la France ainsi que les Pays-Bas. Par jour, plus de 120 trains desservent le port d'Anvers et c'est le terminus de plus de 12 liaisons internationales. Il est également situé à une cinquantaine de kilomètres de l'aéroport de Bruxelles. Dans le port même, plus de 840 km de voies composent le système des chemins de fer. 60 % du trafic de B Cargo est représenté par Anvers. Les liaisons fluviales partant d'Anvers rejoignent facilement le Rhin et le Danube qui desservent la France de l'Est, la Suisse du Nord et l'Allemagne, se prolongeant jusqu'à la mer Noire. Par le sud de l'Escaut et le canal de Willebroeck, le port d'Anvers est relié depuis le XVIe siècle au port de Bruxelles par un canal que des agrandissements successifs ont rendu accessible aux navires de mer de 4 300 tonneaux au maximum jusqu'à Bruxelles et, au-delà, vers le réseau des canaux français par le canal de Charleroi. À l'est, le canal Albert permet notamment de desservir le port de Liège, troisième port fluvial européen, également porte d'accès à l'Allemagne. Une autre partie du port, d'essence fluviale autant que maritime, s'étend au nord de la ville jusqu'à être enclavée en partie dans le territoire hollandais, « sans jamais entrevoir ni la mer ni la cité ». Mais la cité lui reste étroitement liée. « Anvers est un port dans une ville », s'enflamme Eddy Bruyninckx, le directeur de l'Autorité portuaire. « Et ce port est plus qu'un formidable outil économique : il est installé dans l'esprit des gens d'Anvers, et je suis fier d'en être l'un des acteurs ».
En même temps que le port grandissait en aval, entre Anvers et la frontière néerlandaise la conteneurisation se développait car Anvers a su s'adapter à cette nouvelle forme de transport.
Début 2021, le port fusionne avec le port de Zeebruges sous le nom de Port of Antwerp-Bruges.

## Caractéristiques

### Transport de fret
Par sa taille, le port d'Anvers est classé en onzième position à l'échelle mondiale du transport maritime et premier en Europe dans le domaine chimique. Il traite environ 16 000 navires par an. Le fret peut être entreposé dans des hangars couverts grâce aux 480 ha d'entrepôts couverts, dont 187 de magasins réfrigérés.

### Impact sur la pollution atmosphérique et environnementale
Le port, étant en 2025 le deuxième port européen à conteneurs derrière celui de Rotterdam, il est de ce fait l'un des principaux responsables de la pollution environnante. Le port d'Anvers est d'ailleurs l'un des ports les plus pollués du continent européen. En effet, l'air dans la ville hébergeant ce port est notamment l'air le plus pollué de Belgique,. De plus, selon plusieurs ONG (notamment Transport & Environnement), l'atteinte à l'environnement et la pollution atmosphérique est très importante dans cette zone géographique.

### Premier port chimique en Europe
Beaucoup de grandes multinationales de l'industrie chimique se sont installées dans le port d'Anvers. Certaines sociétés possèdent même leurs propres terminaux, ce qui permet aux navires de charger et décharger directement à la production ou au centre de traitement.
Le port a annoncé en 2008 un nouveau terminal (ainsi que gazier et pétrolier) pour les « chimiquiers », caboteurs et barges. D’une capacité de 110 000 m3, il sera destiné au stockage de produits chimiques, de gaz et produits pétroliers. Une jetée, des quais disposant de six postes de chargements seront construits sur la rive gauche de l’Escaut, desservis par rail et route.
L'Escaut et le port sont continuellement dragués pour permettre aux navires ayant de grands tirants d'eau de pouvoir entrer dans les installations portuaires anversoises. La gestion des sédiments pollués pose, comme dans tous les ports industriels, des problèmes environnementaux.

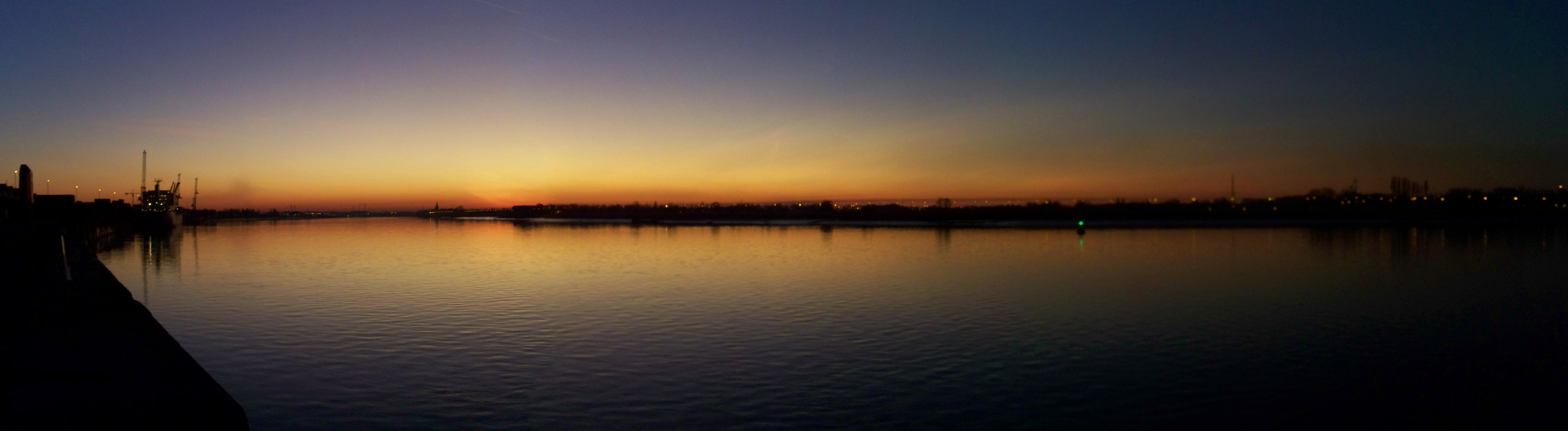
Le port et l'Escaut au crépuscule.

### Terminaux à conteneurs

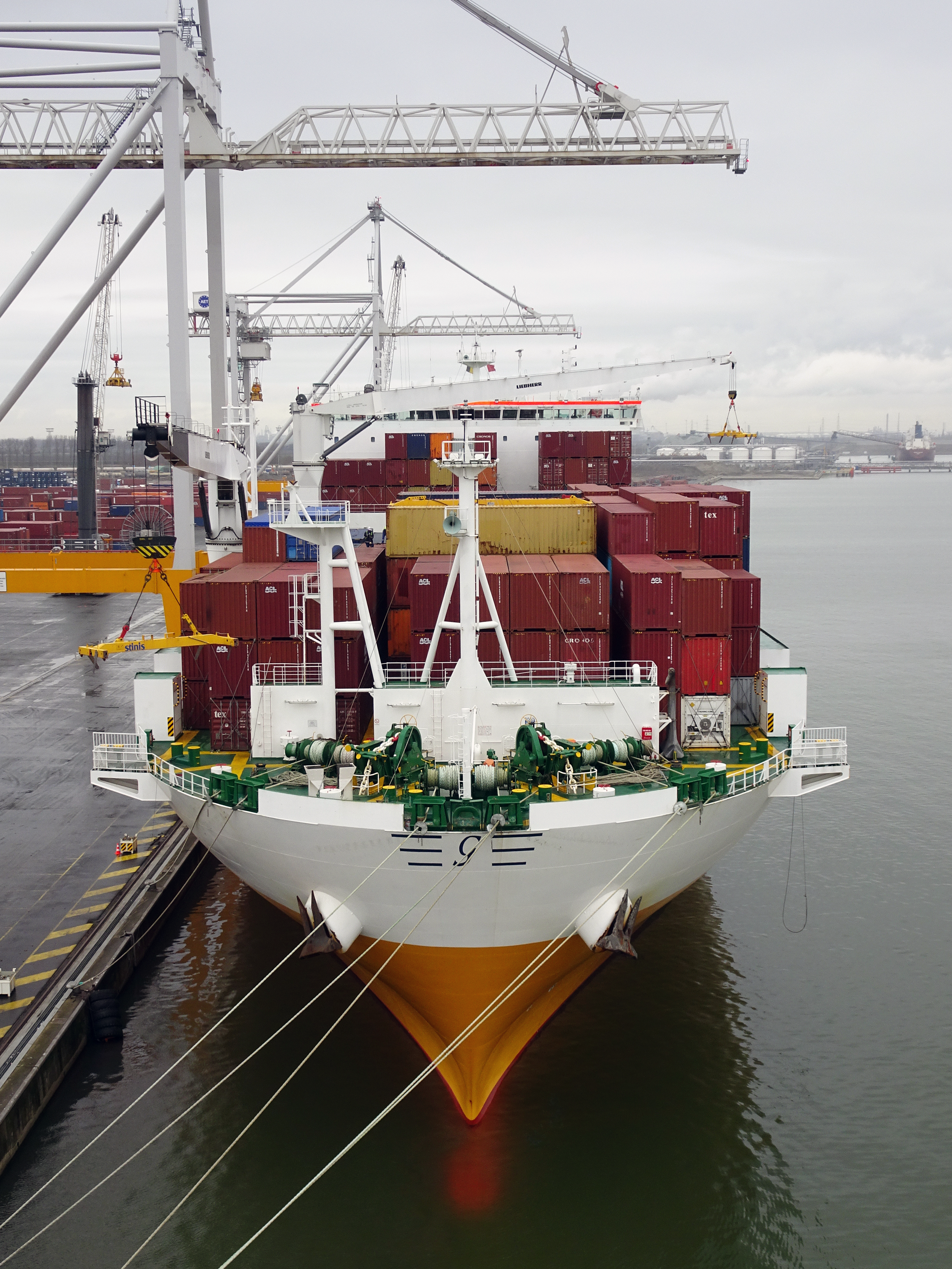
Chargement d'un porte-conteneurs de la compagnie Grimaldi dans le port d'Anvers en Belgique.

La croissance soutenue du trafic de conteneurs a conduit le port à développer des terminaux plus spécialisés, plus rapides et plus efficaces dans la manipulation des conteneurs. Les premiers terminaux, y compris le Delwaidedok (nl), se tenaient derrière les écluses sur la rive droite de l'Escaut. Plus tard, des terminaux ont été construits devant les écluses, avec un temps de navigation raccourci. Le Terminal Nord en est un exemple.
La mise en service du Deurganckdok dans la zone du port du Pays de Waes, qui est un bassin ouvert avec deux terminaux, en 2005 a permis au port de garder une position forte dans le commerce mondial et de renforcer sa position en tant que port de conteneurs. Le bassin a une capacité maximum de sept millions d'EVP par an ; ce qui a plus que doublé la capacité de stockage du port.
Lorsque les deux terminaux du bassin seront terminés, le Deurganckdok emploiera environ 3 000 personnes. En 2013, les terminaux des deux côtés étaient à moitié terminés et employaient 473 personnes. Tandis que le Delwaidedok (nl) a été entièrement rénové et adapté à la dernière génération de porte-conteneurs. Ces navires porte-conteneurs font plus de 300 mètres de long et ont une capacité de plus de 10 000 EVP. La construction du Deurganckdok et le renouvellement de la Delwaidedok (nl), font que ces géants peuvent être traités dans le port d’Anvers. Le 19 octobre 2013, le record du plus grand porte-conteneurs dans le port a été réalisé par le Mary Mærsk, le troisième navire dans la classe de navires Triples E de la compagnie Maersk. Le navire a une longueur de 399 mètres avec une largeur de 58 mètres et une capacité de charge maximale de plus de 18 000 EVP. Lors du record, le navire avait 14 800 conteneurs standard à bord et en a déchargé 2 400.
Le projet suivant se nomme Saeftinghedok (nl) dans la zone Saeftinghe, avec une superficie de mille hectares qui est prévue comme zone portuaire sur la rive gauche de l'Escaut dont un quai pouvant accueillir des porte-conteneurs.
Un autre axe de travail est la mise au point puis le déploiement de conteneurs « intelligents », dotés d’une sécurisation numérique permettant de les tracer de bout en bout. L'objectif est de lutter contre les trafics et notamment les trafics de drogues. Une commissaire nationale, chargée de coordonner la lutte antidrogue, Ine Van Wymersch, est également nommée en 2023.
Le port d'Anvers est connecté par le rail à d'autres terminaux de conteneurs, belges et étrangers comme au Trilogiport de Liège ou encore au terminal container d'Athus, premier port sec de Belgique situé aux tripoint Belgique-France-Luxembourg à l'extrême sud du pays, via la ligne ferroviaire Athus-Meuse.

## Trafic
13 000 hectares, 1 100 kilomètres de voies ferrées, 900 entreprises sont installées dans la zone portuaire, 65 000 emplois directs et 183 000 indirects, 184 millions de tonnes traitées en 2012 et 190 millions de tonnes traitées en 2013.
| Types de chargement   | Unités        | 2013                  |
| --------------------- | ------------- | --------------------- |
| Vrac liquide          | Tonnes        | 59 493 776            |
| Pétrole brut          | Tonnes        | 4 680 763             |
| Produits raffinés     | Tonnes        | 43 129 916            |
| Autres liquides       | Tonnes        | 11 203 776            |
| Vrac solide           | Tonnes        | 14 376 834            |
| Céréales              | Tonnes        | 820 890               |
| Charbon               | Tonnes        | 2 178 213             |
| Minerai de fer        | Tonnes        | 2 851 703             |
| Autres solides        | Tonnes        | 5 143 245             |
| Marchandises diverses | Tonnes        | 116 978 469           |
| Conteneurs            | Tonnes et EVP | 102 325 934 8 578 269 |
| Rouliers              | Tonnes        | 4 562 397             |

## Galerie de photos

Photos du port d'Anvers
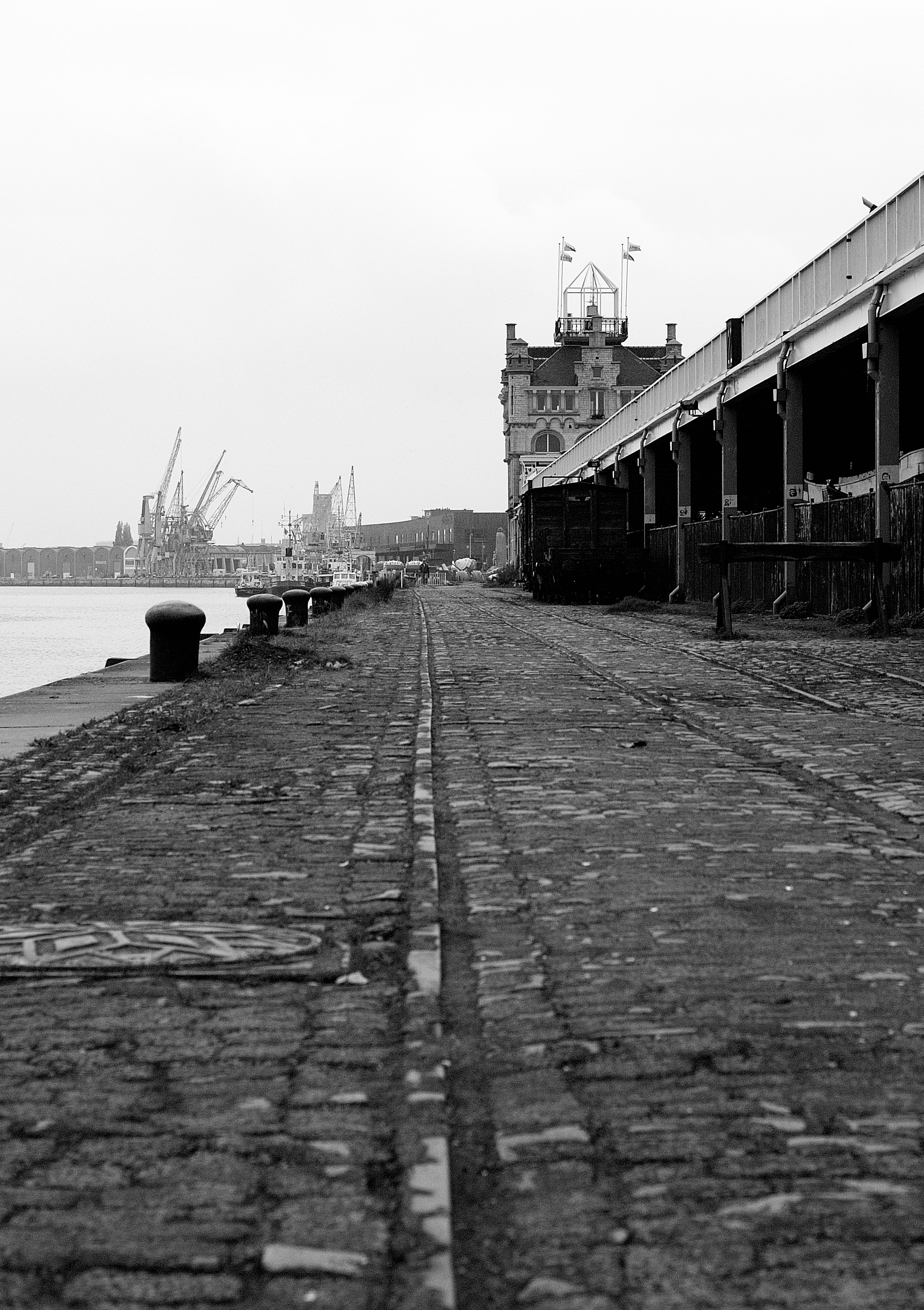
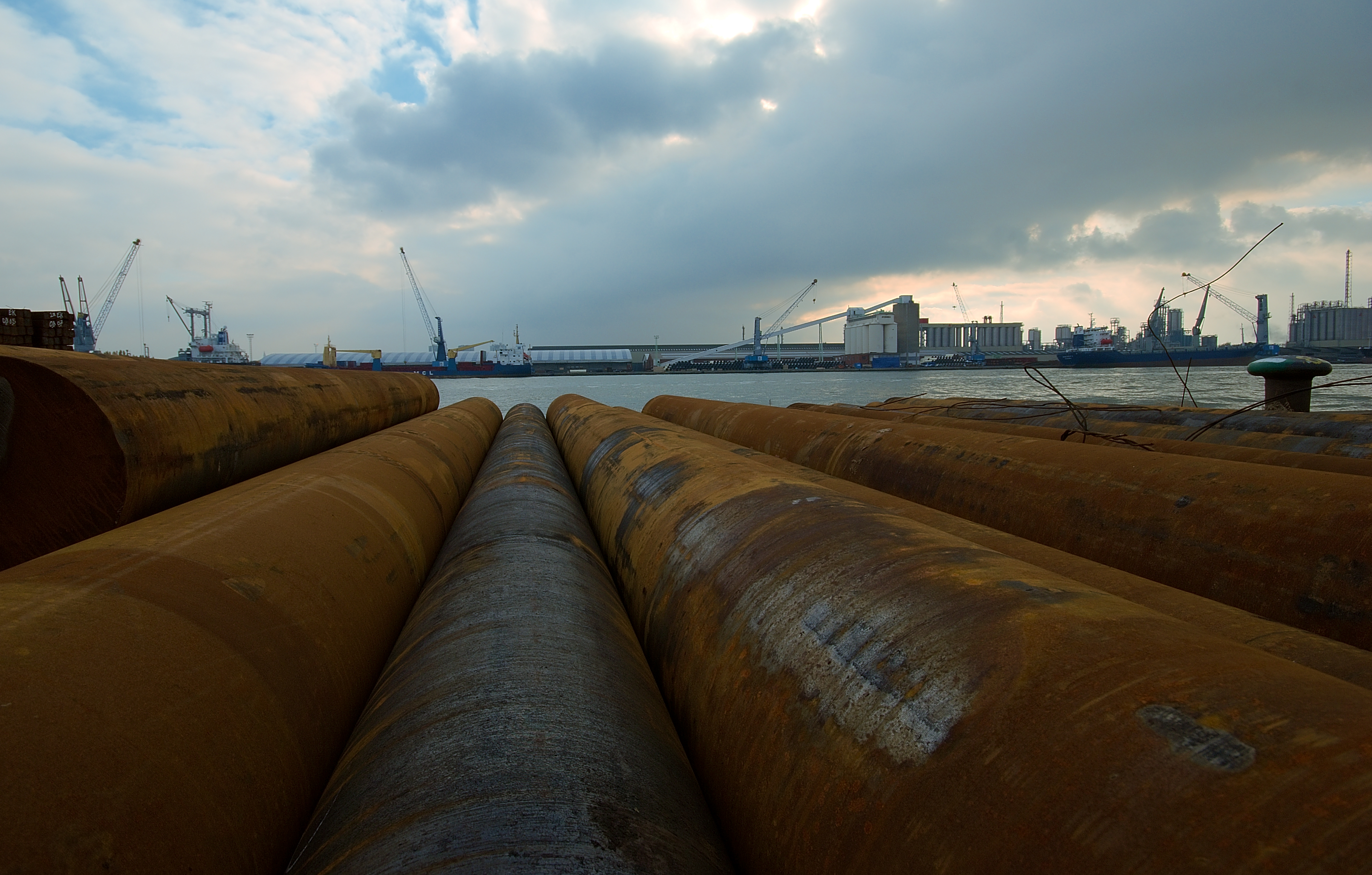
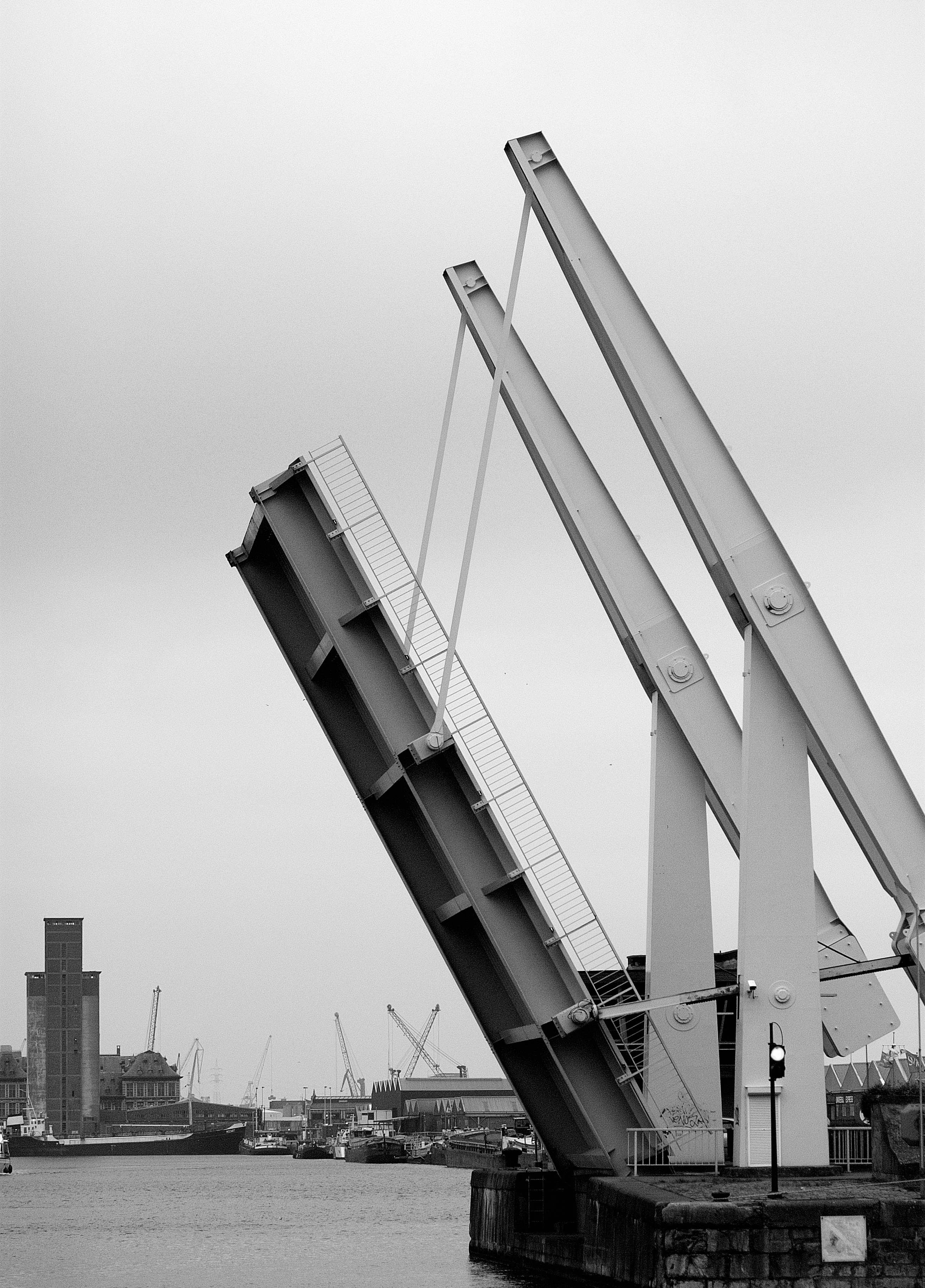
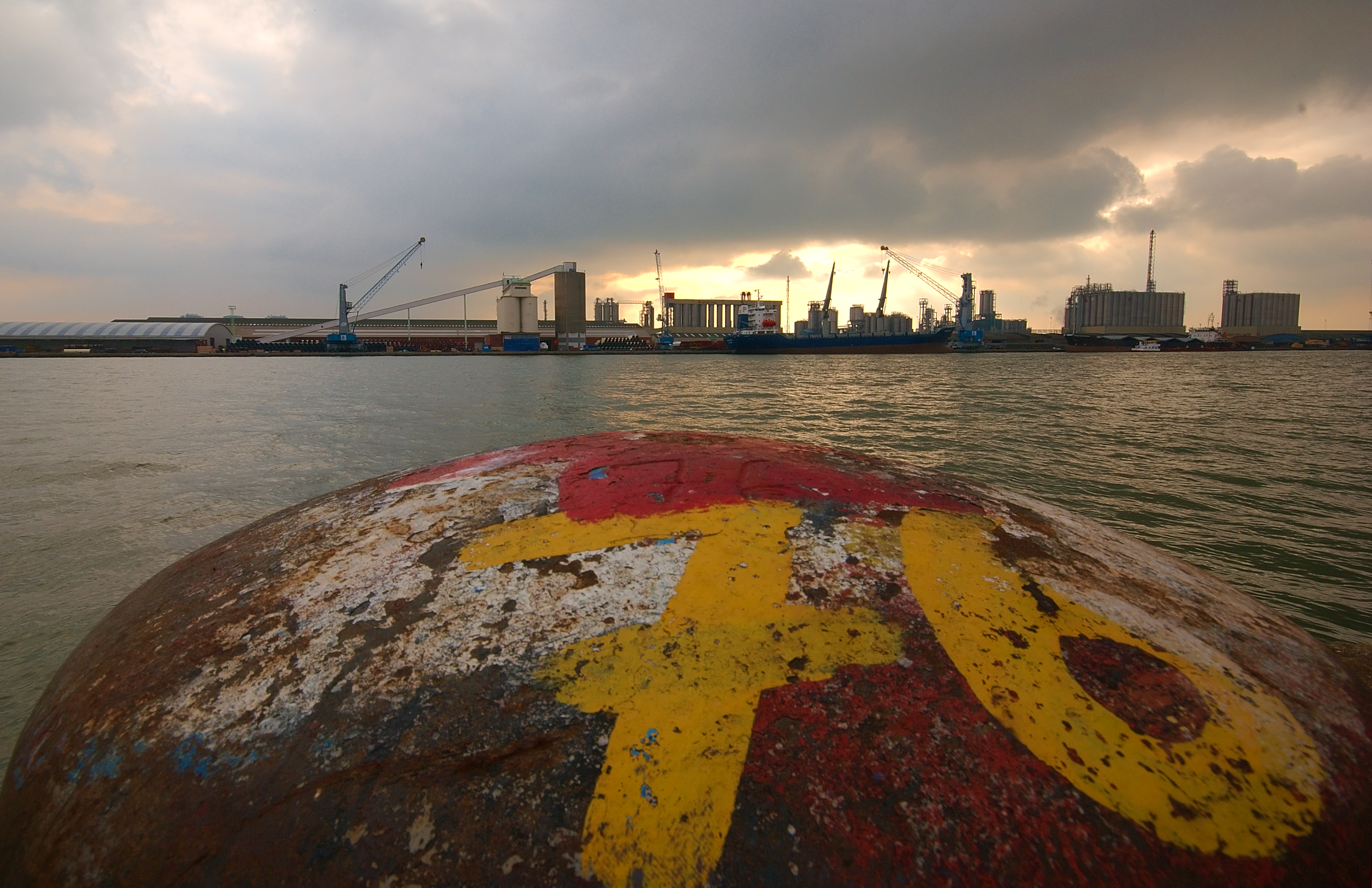
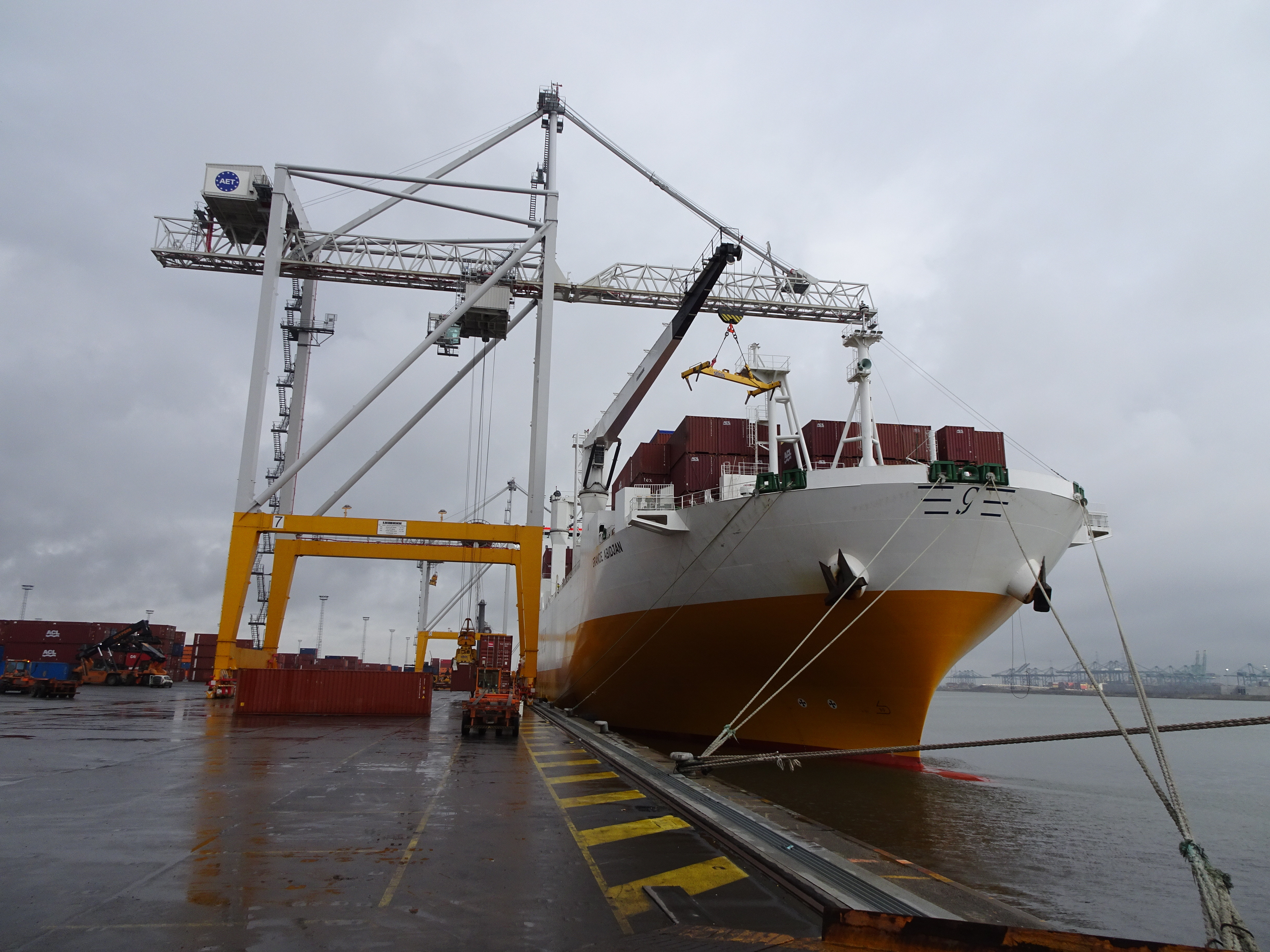
Chargement d'un porte-conteneurs de la compagnie Grimaldi dans le port d'Anvers en Belgique
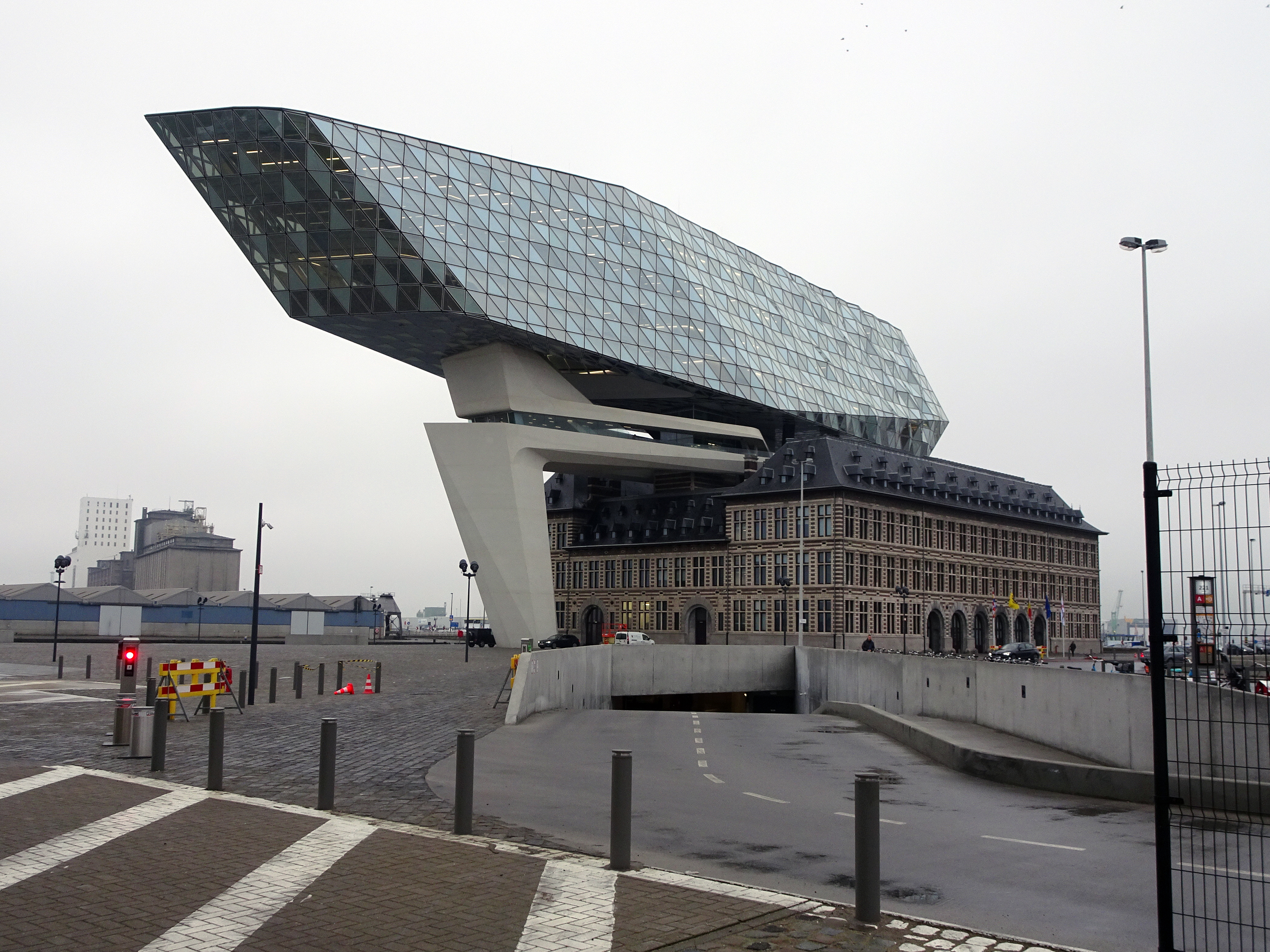
Maison du port d'Anvers
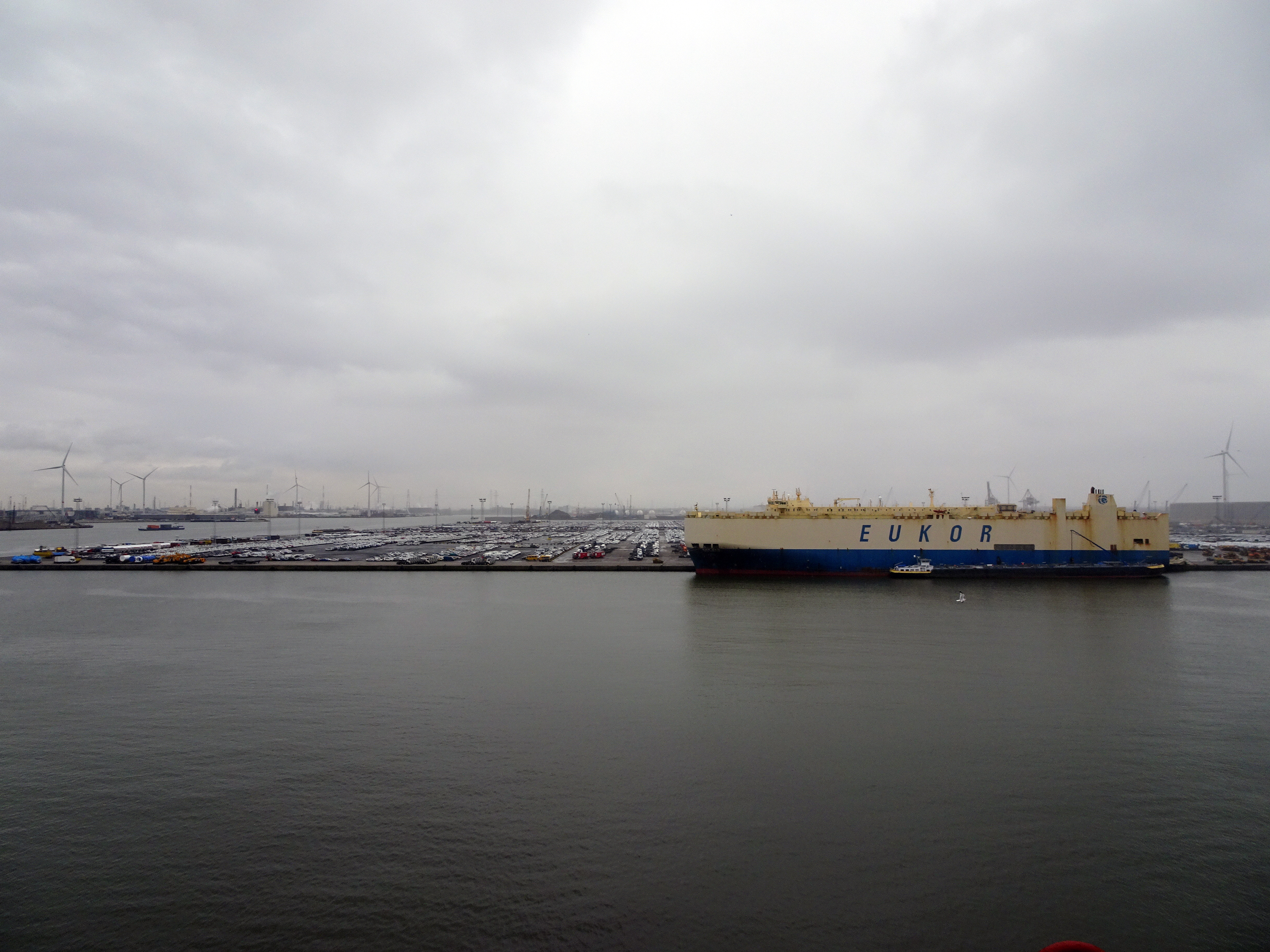
Porte-conteneurs dans le port d'Anvers en Belgique
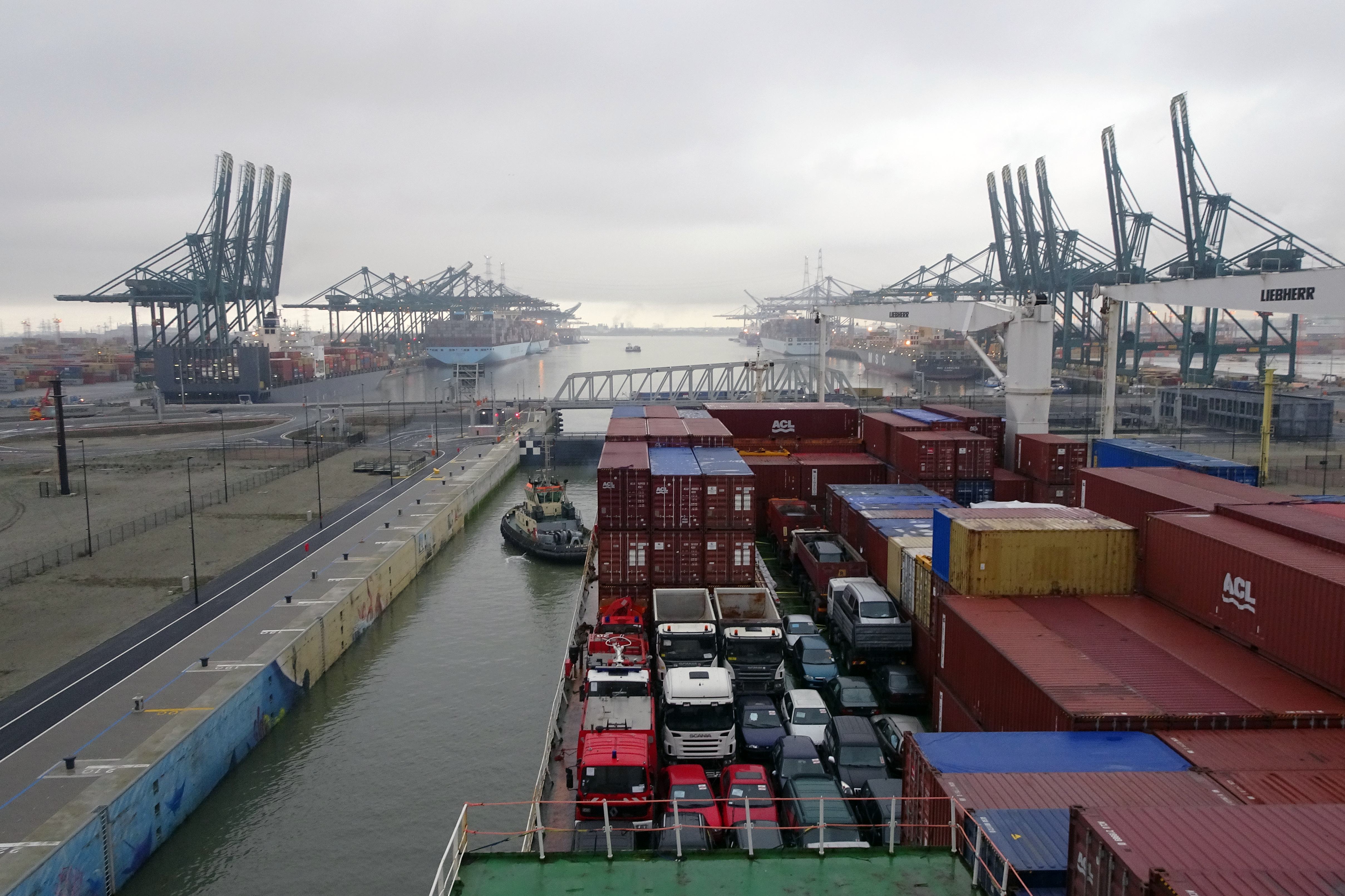
Passage d'une écluse dans le port d'Anvers vu depuis le pont d'un porte-conteneurs
Quai du canal B2